# Benjamin Kat
Benjamin Kat (1989) is een Nederlands nieuwsredacteur en presentator van het NOS-jeugdjournaal.

## Levensloop
Kat bezocht de School voor Journalistiek in Utrecht. Tijdens en na zijn studie werkte hij als freelancer voor onder meer Talpa, NRC, NOS op 3 en het NOS Jeugdjournaal. In dat kader maakte hij video's voor documentaires, zoals het rouwverhaal Nu ik er niet meer ben voor AT5, Ziek gespierd en Ons leven voltooid voor NRC. Ook werkte hij mee aan de online productie Born Free: de kinderen van Mandela, die bekroond werd met een Tegel. Voor NRC presenteerde hij het programma Doorzien.
Kat is sinds 2014 werkzaam voor de NOS; eerst als freelance redacteur en vanaf 2019 als presentator van de ochtenduitzendingen van het Jeugdjournaal. Op de website van het Jeugdjournaal legt hij de filmpjes uit van de serie Uitgezocht.
Sinds 15 maart 2023 presenteert hij ook de avonduitzendingen van het Jeugdjournaal.

## Filmografie
- Nu ik er niet meer ben (Kliphanger / AT5, 2015)
- Midden-Oosten, met Carolien Roelants (2017)
- Ons leven voltooid, met Enzo van Steenbergen en Nina van Hattum (2018)
- Doorzien (2019)
- Born Free: de kinderen van Mandela (2019)
- Ziek gespierd, met Nina van Hattum en Joram Bolle (2DOC, 2020)